# Pilotrichum hookeri
Pilotrichum hookeri là một loài rêu trong họ Pilotrichaceae. Loài này được (Dozy & Molk.) Dozy & Molk. mô tả khoa học đầu tiên năm 1847.